# Les Enfants de Börte Tchinö
Les Enfants de Börte Tchinö est le deuxième volume de la série Wariwulf de l'auteur Bryan Perro. L'histoire se passe quatorze ans après le premier tome.

## Résumé
Sénorisis et l'enfant-loup, maintenant âgé de quatorze ans, partent pour un long périple vers l'Égypte. Un violent orage les séparera, et le Râjâ se retrouvera entre les mains du pharaon Merenptah, qui le prendra pour la puce d'Osiris, ou Osiris-Path. Le Râjâ deviendra un fidèle conseiller de l'empereur jusqu'au jour où l'enfant-loup fera un infanticide dans un royaume ennemi, ce qui prouvera sa déloyauté. Le jeune roi sera condamné à l'exil dans les forêts lointaines, où il sera accueilli par une tribu cannibale. Le Râjâ deviendra vite leur chef, jusqu'au jour où il retrouve Sénosiris, son mentor. Ensemble, ils reviendront vers Veliko Tarnovo, où ils rendront compte du meurtre de la reine. 
À la fin du livre, on explique comment Sénosiris part rechercher son enfant, que la reine lui a promis, et comment Misis retrouvera son ami le Râjâ...
Page couverture du livre en France
Page couverture du livre au Québec

## Chapitres et parties du roman
Chaque roman de la saga est séparé en trois parties puis en plusieurs chapitres sans titres.
- Partie 1 : Osiris et Misis
- Partie 2 : Osiris-Path
- Partie 3 : Misis